# Abla Farhoud
Abla Farhoud est une romancière et dramaturge québécoise née au Liban en 1945 et morte à Montréal le 1er décembre 2021.

## Biographie
Née en 1945 au Liban, Abla Farhoud immigre au Québec avec ses parents en 1951. À 17 ans, elle décroche des petits rôles de comédienne à la télévision de Radio-Canada. Elle retourne vivre au Liban de 1965 à 1969. En 1969, elle s’installe à Paris où elle complète des études en théâtre à l’Université de Vincennes. Elle retourne au Québec en 1973 et entreprend une maîtrise en théâtre à l’Université du Québec à Montréal. C’est pendant cette maîtrise qu’elle écrit sa première pièce de théâtre. Abla Farhoud commence à vivre de sa plume à partir des années 1980. Elle devient, par la suite, membre du conseil d’administration du CEAD (Centre des auteurs dramatiques) de 1989 à 1990. Sa première pièce, Quand j’étais grande, est présentée au troisième festival du Théâtre Expérimental des femmes en 1983. Farhoud pense alors avoir écrit une pièce féministe, mais le public reçoit plutôt l’œuvre comme étant un texte migrant. Elle devient alors une pionnière de l’écriture migrante au Québec[réf. nécessaire].
Sa pièce Les Filles du 5-10-15¢ a été jouée au Festival des francophonies de Limoges en 1992 dans une mise en scène de Gabriel Garran. Deux ans plus tard, Jeux de patience est montée au Théâtre La Licorne de Montréal. Puis, en 1997, Quand le vautour danse est créée au Théâtre d'Aujourd'hui[réf. nécessaire].
Elle est la mère du musicien et chanteur Mathieu Farhoud-Dionne, dit Chafiik, du groupe Loco Locass et de l'autrice-compositrice-interprète Alecka Farhoud-Dionne ,.

## Œuvre

### Romans
- Le bonheur a la queue glissante, Montréal, L'Hexagone, 1998 (ISBN 978-2-89006-595-6).
- Splendide Solitude, Montréal, L'Hexagone, 2001 (ISBN 978-2-89006-667-0).
- Le Fou d'Omar, Montréal, VLB éditeur, 2005 (ISBN 978-2-89005-900-9). Prix du roman francophone, 2006[5]
- Le Sourire de la Petite Juive, Montréal, VLB éditeur, 2011 (ISBN 978-2-89649-304-3).
- Au grand soleil cachez vos filles, Montréal, VLB éditeur, 2017 (ISBN 978-2-89649-741-6).
- Le Dernier des snoreaux, Montréal, VLB éditeur, 2019 (ISBN 978-2-89649-793-5).
- Havre-Saint-Pierre, Montréal, VLB éditeur, 2023.

### Théâtre
- Quand j'étais grande (manuscrit), Montréal,1983, 39 f.[6]
- Les Filles du 5-10-15¢, Éditions Lansman, Bruxelles, 1993, 62 p.
- La Possession du prince (manuscrit), 1993, 21 f.
- Jeux de patience, Montréal, VLB éditeur, 1997, 77 p.  (ISBN 978-2890056596)
- Quand le vautour danse, Éditions Lansman, Bruxelles,1997, 42 p.  (ISBN 978-2872821846)
- Maudite Machine, Éditions Trois-Pistoles, Trois-Pistoles,1999, 96 p. (ISBN 978-2921898676)
- Apatride (manuscrit), 1999, 47 p.
- Les Rues de l'alligator, VLB éditeur, Montréal, 2003, 86 p.  (ISBN 978-2890058484)

### Autres publications
- Théâtre québécois contemporain, 1997
- Toutes celles que j'étais (récit autobiographique), Montréal, VLB éditeur, 2015 (ISBN 978-2-89649-589-4).

### Pièces produites
Les pièces de Farhoud sont généralement produites sur des scènes intermédiaires :
- Les Filles du 5-10-15¢[7], créée en novembre 1986 à Montréal au Théâtre de Quat’Sous. Mise en scène de Lorraine Pintal.
- Jeux de patience[8], créée au Théâtre La Licorne de Montréal.
- Quand le vautour danse[9], créée au Théâtre d'Aujourd'hui en 1997. Mise en scène de Guy Beausoleil et chorégraphie de Dulcinée Langfelder.
- Les Rues de l’alligator, créée le 13 janvier 1998 au Théâtre de la Licorne. Mise en scène de Fernand Rainville. Production du Théâtre de la Manufacture[réf. nécessaire].

## Regards sur l'œuvre dramaturgique
Les pièces de Farhoud ont été produites partout dans la Francophonie : Québec, France, Belgique, Côte-d'Ivoire. Ailleurs dans le monde, elles ont été traduites et jouées aux États-Unis et au Liban. La dramaturgie de Farhoud est principalement teintée par des préoccupations féministes et migrantes et relève d’une quête personnelle. Ses pièces sont caractérisées par la juxtaposition de dépossessions. Le deuil et la peur de l'oubli sont d’ailleurs des thèmes récurrents. Le deuil est mis en scène comme étant un deuil « réel » ou comme un deuil de ses origines (langue maternelle, pays, enfance, etc.). Les personnages de Farhoud sont « dominé[s] par la blessure du départ. » Ce sont souvent des femmes, des migrantes ou des artistes. L'immigration des personnages féminins de Farhoud provoque d’ailleurs en eux une « tension entre mémoire et refoulement, entre deuil et mélancolie ».

### La femme mère
Farhoud écrit majoritairement sur les femmes. Dans la pièce Jeux de patience et dans le roman, Le bonheur a la queue glissante, la figure de la mère est mise en place respectivement grâce aux personnages de Mariam et de Dounia. Toutes les deux ont immigré au Canada, mais pour des raisons différentes. Dounia, dans Le bonheur a la queue glissante, a 75 ans et a émigré du Liban afin de suivre son mari. Mariam (Jeux de patience), quant à elle, a dû fuir la guerre avec ses enfants et se réfugier au Canada. Également, les deux femmes sont en période de crise et vivent des deuils importants. Mariam, pour sa part, vit le deuil de sa fille (Samira), morte pendant la guerre tandis que Dounia vit le deuil de ne pas avoir été une mère exemplaire. Mariam refuse la mort de sa fille. Elle ne veut pas l'oublier et s’oppose à toute forme de bonheur. Elle comble le vide laissé par l’absence de son enfant en s’apitoyant sur son sort. Sa cousine, Monique-Kaokab, tente de l’éclairer pendant cette période difficile, mais elle se heurte à la fermeture de Mariam : « Tu n'as plus de place, tu es pleine de ton malheur et tu ne veux pas en céder un centimètre. Tu en es fière. Ça te grandit. Ça te rend supérieure. Ça te donne tous les droits [...] Tu n'as pas voulu porter son deuil, parce que tu ne veux pas faire le deuil. » Dounia, quant à elle, vit le deuil de la maternité; ses enfants étant devenus grands. Suivant les traditions de son pays d’origine, Dounia n’a été que mère et épouse tout au long de sa vie. Maintenant que le nid familial se retrouve vide, elle a l’impression de ne plus rien être : « J'ai perdu le rempart qui me définissait. Je ne sais plus comment penser, je ne sais quoi penser. » Elle est confrontée à la solitude dans un pays qu'elle connait  à peine et dont elle ne saisit pas les valeurs.

### La femme migrante
La femme migrante est aussi présente dans la plupart des textes de Farhoud. L'auteure dépeint des femmes séparées de leurs racines qui doivent apprendre à composer avec l’exil physique, puis avec l’exil intérieur. Ces femmes sont souvent des réfugiées qui ont fui un pays dévasté par la guerre. « L’œuvre de Fahoud est dominée par la blessure du départ et l’impossible quête de reconstitution du sujet migrant. » Mariam, dans Jeux de patience, a échappé aux ravages de la guerre d’un pays du Moyen-Orient. La mort de sa fille, Samira, est associée à son pays d’origine. Elle vit donc un double deuil, soit celui de sa fille et celui de son pays natal. Elle a d’ailleurs de la difficulté à s’intégrer à sa terre d’accueil, car elle a peur d’oublier d'où elle vient. Elle ne veut pas s’intégrer et refuse tout ce qui ne lui fait pas penser à son pays d'origine. Elle a peur que ses enfants « […] emmagasinent une culture étrangère qui deviendra leur culture. Rien à voir avec [elle], ni avec leur père, ni avec leurs grands-parents. Ils vont tout oublier. » Dans Le bonheur a la queue glissante, Dounia a vécu plusieurs exils. Elle a tout d’abord quitté son village natal pour aller s’installer dans celui de son mari après son mariage. Puis, elle a immigré au Canada. Elle est, par la suite, revenue au Liban, mais a dû fuir ce pays qui était alors dévasté par la guerre pour finalement s’installer au Canada. Selon elle, ses exils sont de plus en plus difficiles. Elle se sent étrangère et n’a pas de sentiment d’appartenance envers son pays d’accueil. Ses difficultés à s’intégrer ne datent pas d’hier. En effet, elle va même jusqu’à dire que son sentiment d’étrangère remonte à l’époque de son mariage : « [...] c'est en vivant dans le village de mon mari que j'ai commencé à faire des comparaisons, à voir les différences, à vivre le manque et la nostalgie, à avoir envie d'être ailleurs sans pouvoir y aller, à me sentir étrangère. »

## Distinctions

### Prix
- 1993 : Prix Arletty pour Les Filles du 5-10-15¢, France[14]
- 1993 : Prix de Théâtre et Liberté de la SACD pour La Possession du Prince, France
- 1999 : Prix France-Québec pour Le bonheur a la queue glissante
- 2006 : Prix du Roman Francophone pour Le fou d'Omar, France

### Nominations
- 1994 : Finaliste à Radio-France International pour Jeux de patience
- 1995 : Finaliste à la Soirée des Masques (meilleur texte original) pour Jeux de patience
- 1995 : Finaliste à Radio France International pour Apatride
- 1999 : Finaliste au Prix des lectrices Elle Québec pour Le bonheur a la queue glissante
- 2018 : Finaliste pour le Prix littéraire des collégiens pour Au grand soleil cachez vos filles [15]

### Résidences
- Résidente au Festival international des Francophonies, France, 1992
- Résidente au Théâtre la Licorne et au Théâtre d'Aujourd'hui, Canada, 1996-1997